# Max Stiepl
Maximillian Stiepl dit Max Stiepl (né le 23 mars 1914 à Vienne et mort le 27 août 1992) est un patineur de vitesse autrichien. 

## Résultats

### Jeux olympiques d'hiver
- Jeux olympiques d'hiver de 1936 à Garmisch-Partenkirchen
  - 5e du 1 500 mètres
  - 5e du 5 000 mètres
  -  Médaille de bronze du 10 000 mètres
- Jeux olympiques d'hiver de 1948 à Saint-Moritz
  - 38e du 1 500 mètres
  - 24e du 5 000 mètres
  - 10e du 10 000 mètres

### Championnats du monde toutes épreuves
- 3e des Championnats du monde toutes épreuves en 1937

### Championnats d'Europe toutes épreuves
- 2e des Championnats d'Europe toutes épreuves en 1934